# Symphurus reticulatus
Symphurus reticulatus és un peix teleosti de la família dels cinoglòssids i de l'ordre dels pleuronectiformes que viu a les illes de Madeira i Santa Helena.